# Пейдж, Харрисон
Харрисон Пейдж (англ. Harrison Page; род. 27 августа 1941, Атланта) — американский актёр.

## Биография
Родился 27 августа 1941 года в городе Атланта, штат Джорджия, США.
Свою актёрскую карьеру Пейдж начал в конце 1970-х годов. Наибольшую известность актёр получил после роли вспыльчивого капитана Транка в полицейском комедийном сериале «Кувалда». В 1977 году Пейдж принимал участие в съёмках сцены с Доном Риклсом, когда Джонни Карсон на своём вечернем шоу внезапно ворвался к актёрам и отругал Риклса за то, что тот разбил коробку из-под сигарет Карсона. Этот момент ещё долгое время обсуждался на национальном телевидении.
Пейдж также снялся в культовом фильме «За пределами долины кукол», а также вместе с Жан-Клодом Ван Даммом играл в кинокартине «Самоволка» (1990). В 1993 году он снялся в фильме «Карнозавре.
В настоящее время Пейдж является пожизненным членом Актёрской студии.

## Избранная фильмография
| Год  |   | Русское название          | Оригинальное название          | Роль            |
| ---- | - | ------------------------- | ------------------------------ | --------------- |
| 1968 | ф | Мегера                    | Vixen!                         | Нильс           |
| 1970 | ф | За пределами долины кукол | Beyond the Valley of the Dolls | Эмерсон Торн    |
| 1972 | ф | Решала                    | Trouble Man                    | Богус Коп       |
| 1990 | ф | Самоволка                 | Lionheart                      | Джошуа          |
| 1993 | ф | Конфликт интересов        | Conflict of Interest           | Капитан Гарленд |
| 1993 | ф | Карнозавр                 | Carnosaur                      | Шериф Фоулер    |
| 2012 | ф | Крутой чувак              | Bad Ass                        | Клондайк        |